# Борски Микулаш
Борски Микулаш (слч. Borský Mikuláš) насељено је мјесто са административним статусом сеоске општине (слч. obec) у округу Сењица, у Трнавском крају, Словачка Република.

## Становништво
| Година:    | 1994. | 2004.   | 2014.   | 2024.   |
| ---------- | ----- | ------- | ------- | ------- |
| Број људи: | 3826  | 3879    | 3937    | 4002    |
| Разлика:   |       | +1,38 % | +1,49 % | +1,65 % |

| Година:    | 2023. | 2024.   |
| ---------- | ----- | ------- |
| Број људи: | 4020  | 4002    |
| Разлика:   |       | -0,44 % |

Према подацима о броју становника из 2024. године насеље је имало 4002 становника.